# Communauté d'apprentissage

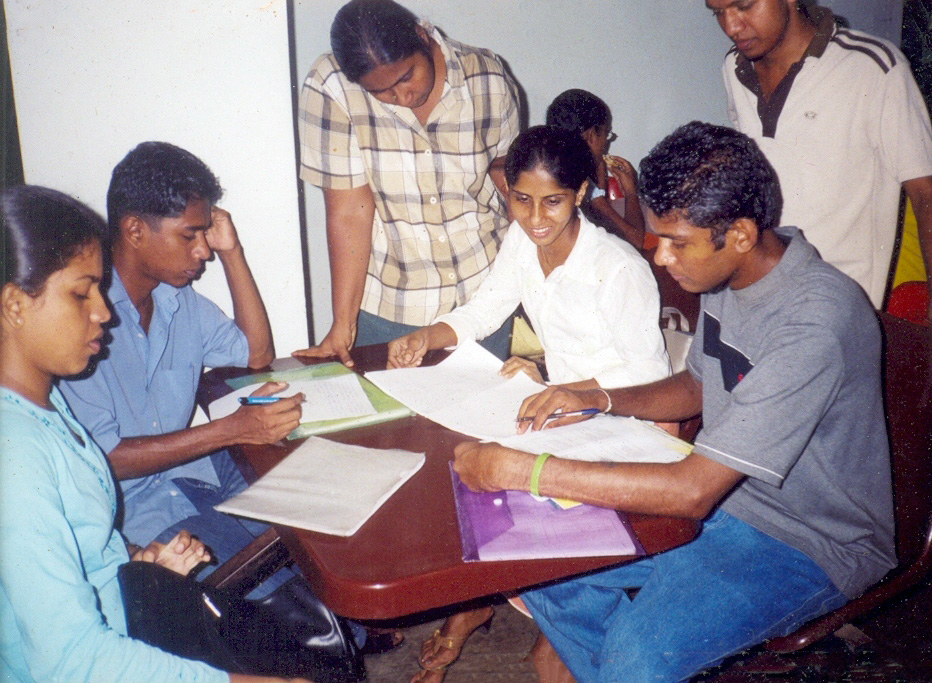
Exemple d'un groupe de personnes travaillant en équipe.

Une communauté d’apprentissage est une structure qui vise à augmenter le savoir collectif par l'implication de chaque participant au développement de son savoir individuel.

## Types de communauté
Selon leurs caractéristiques et l’orientation de leurs activités, on distingue en éducation quatre types de communautés :
- communautés d’apprentissage (CoA),
- communautés de pratique (CoP),
- communautés d'élaboration de connaissances (CoÉco),
- communautés de recherche.

### Communauté d'apprentissage
Une communauté d’apprentissage est constituée d’un groupe d’individus qui œuvrent ensemble dans un temps déterminé pour réussir une tâche ainsi que comprendre un nouveau phénomène ou compléter une tâche collaborative. Gagnon (2003) précise qu’elle se constitue dans le cadre de la formation à des fins d'apprentissage pour répondre à des besoins et à des buts bien précis. À l’échelle scolaire, une communauté se définirait comme un groupe d’élèves et au moins un éducateur ou une éducatrice qui, durant un certain temps et, animés par une vision et une volonté communes, poursuivent la maîtrise de connaissances, d’habiletés ou d’attitudes. L’attention, le dialogue et l’entraide sont fondamentaux dans ce type de communauté.

### Communauté de pratique
Selon Lave et Wenger (1991), par qui le concept de communauté de pratique est apparu, et Kirschner and Wopereis (2003), une communauté de pratique est constituée de groupes d’individus engagés dans la même occupation ou dans la même carrière. Ces individus interagissent sur une base continue en vue de maîtriser et d’améliorer les savoirs et savoir-faire de leur domaine d’intérêt. Ainsi, la participation par qui l’apprentissage se déploie, demeure un élément moteur dans une communauté de pratique et revêt un double sens d’implication et d’engagement. Lave et Wenger (1991) désignent cette forme d’apprentissage par Legitimate periphiral participation, qui décrit l’investissement du membre au sein de cette communauté, du stade de noviciat jusqu’à sa pleine reconnaissance par ses pairs. L’engagement mutuel, l’entreprise conjointe et le répertoire partagé sont parmi les caractéristiques importantes des communautés. On retrouve les communautés de pratique dans les structures informelles.

### Communauté d'intérêt
La notion de communauté d'intérêt est employée dans les cadres d'architecture comme le cadre DoDAF du département de la Défense des États-Unis.

### Communauté d'élaboration de connaissances
Une communauté de construction de connaissances regroupe des individus engagés dans la production, la proposition et le partage d’idées et de connaissances pour faire progresser leur communauté (Scardamalia, 2000). Il s'agit d'y coélaborer des connaissances.

### Communauté de recherche
Il existe une similarité avec la communauté de recherche où la production et le partage d’idées et de nouvelles connaissances deviennent une responsabilité des membres qui exposent et confrontent leurs théories avec celles des autres communautés. Les différents points de vue émis approfondissent leur compréhension des questions soulevées. Dans ces communautés, la culture de l’expertise prévaut. De ce fait, les membres poursuivent intentionnellement différents niveaux de compréhension profonde qui incitent à la collaboration et font progresser la communauté. Il s’ensuit une production d’artefacts qui alimentent la culture ainsi que le répertoire communautaire et catalysent les activités du groupe. Selon plusieurs auteurs, ces types de communautés sont efficaces dans le domaine scolaire : « Knowledge building communities are effective in elementary schools (Hewitt, 2004), in secondary schools (Chan, Van Aalst & Lee, 2003), in preservice education (Lamon, Reeve & Caswell, 1999), and in teacher professional development » (Ahlberg, 2001).

### Communautés en réseau
Selon leur statut (formel, non formel, informel), leur taille (nombre de membres), la distribution géographique (localisation des membres), la nature (appartenance ou non au même domaine d’activité, durée) et l’orientation de leurs activités (besoins et priorités), les communautés prennent des appellations diverses et adoptent des modes de communication et d’interaction qui conviennent à leurs réalités. Lorsqu’elles se dotent d’un espace sur le Web pour ajouter à leur mode d’interaction, elles deviennent des communautés en réseau (St-Onge, 2003). Une communauté en réseau est une communauté formée d'apprenants, jeunes ou adultes, interagissant, à des fins d'avancement de leurs connaissances personnelles et collectives, dans le contexte ou non de la salle de classe au moyen d'Internet (Laferrière, 2005).

## Vision de l'éducation
Selon Cristol (2017), les communautés d'apprentissage porte un enjeu d'édification démocratique qui traverse toutes les époques. Elles constituent un enjeu politique, elles créent les conditions d'un engagement pour apprendre, elles procèdent d'une visée émancipatrice, elles font évoluer le rapport au monde. Elles concernent aussi bien un groupe structurée, une communauté éducative ou une institution sociale. La communauté d'apprentissage est donc une façon d'organiser la classe, mais aussi une approche pédagogique particulière. Le fait que cette communauté soit branchée sur Internet permet de soutenir la communication et la collaboration, et même d'être en lien avec d'autres communautés. La communauté d'apprentissage peut également faire appel à des experts pour être éclairée sur des sujets particuliers. L'enseignant et l'enseignante y sont également vus comme des participants "plus experts" qui doivent amener plus loin l'ensemble des apprenants en les déstabilisant (Laferrière, 2005).
Le but étant de permettre aux élèves de développer des habiletés essentielles au XXIe siècle comme l'autonomisation de la pensée, des habiletés de transfert et de résolution de problèmes complexes ainsi, bien sûr, que celle de collaborer. L'Internet peut permettre alors un rapprochement et un dialogue entre humains de différentes localisations géographiques, de différentes cultures, ayant différentes représentations. En effet, les communautés en réseau liées au constructivisme et au socio-constructivisme, pensent que l'apprenant construit sa pensée, de façon individuelle et collective, en se nourrissant des artefacts culturels de sa proche communauté et de la société en général (Laferrière, 2005).

## Design de communautés d’apprenants d’inspiration socio-constructiviste

### Les 7 jalons vers une dynamique de communauté d’apprentissage
Le Comité scientifique international sur les communautés d'apprenants s'est inspiré des modèles d'Ann Brown pour formuler 7 jalons indiquant qu'une classe évolue dans une dynamique de communauté d'apprentissage (Laferrière, 2005) :
1. un fonctionnement de classe démocratique afin d'encourager le changement de rôles chez les enseignants et les élèves,
2. des problèmes authentiques et réels qui engagent les apprenants,
3. des buts d'apprentissage communs,
4. un dialogue progressif permettant l'élaboration de connaissances,
5. une diversité de connaissances et de compétences individuelles afin de résoudre des problèmes complexes,
6. une communauté cohésive mais ouverte,
7. un enseignant activement engagé dans son développement professionnel.

### Les 8 dimensions d’une communauté d’apprentissage selon Bielaczyc et Collins
Selon Bielaczyc et Collins (1999), huit dimensions doivent être présentes pour créer une communauté d’apprentissage performante.
1. But commun de la communauté : Les participants s’entraident pour résoudre le problème selon leurs perspectives variées et les connaissances et habiletés de chacun. Ils doivent donc nécessairement tous partager l'objectif commun.
2. Activités d’apprentissage : Dans une communauté d’apprentissage il est important que le résultat ou l’avancement des apprentissages soit visible et partagé. Les activités doivent être claires et significatives, elles doivent être bien articulées et intégrées comme un système d’activités dont les éléments interagissent les uns avec les autres.
3. Rôle de l’enseignant et relation de pouvoir : L’enseignant fournit un cadre et agit plutôt comme un animateur, un guide. Les apprenants sont responsables de leur apprentissage et de celui du groupe, ils sont en mesure de s’évaluer eux-mêmes et sont impliqués dans l’évaluation de la performance du groupe.
4. Centralité-Périphéricité et Identité : Selon ses propres connaissances et habiletés, chaque participant sera occasionnellement au centre, en agissant comme ressource, et, occasionnellement, en périphérie, en observateur. Ce déplacement offre l’occasion à chacun d’estimer sa contribution et brise le canal de pouvoir orienté vers l'enseignant.
5. Ressources : Les membres eux-mêmes et la collectivité sont des ressources importantes. Ils sont des ressources avec tout ce qu’ils peuvent apporter eux-mêmes ou via d'autres ressources auxquelles ils ont accès à l’interne comme à l’externe.
6. Discours : Dans une communauté d'apprentissage, le langage émerge des négociations, de la coconstruction et de l'interaction avec des sources d'informations variées. Le langage est la façon d'articuler l'évolution de l'apprentissage, les hypothèses, les objectifs, etc.
7. Savoir : Pour que la communauté progresse dans ses connaissances, chacun des aspects d'une question doivent être compris par l'ensemble des participants. L'obligation de consensus impose un approfondissement de la compréhension des idées ou des principes clés impliqués dans le processus d'apprentissage.
8. Produit : Les apprenants travaillent ensemble à la production d’artefacts qui sont réutilisés par la communauté pour poursuivre leur compréhension.